# 戀愛的天空
《戀愛的天空》是1995年的香港愛情喜劇，別名《四個好色的女人》，本片由四個女主角演出，四人以不同單元演出，包含鍾麗緹、邱淑貞、吳君如及吳家麗。

## 故事簡介
本片主要講述四個女人和四個男人的故事。

## 角色介紹

### 迷信的女人
| 演員   | 角色   | 粵語配音   | 人物簡介                                                     |
| 鍾麗緹 | Ady    | 沈小蘭     | 性格極度迷信 Liza、陳寶珠及Chanel之好友 和伍行成就了一段姻緣 |
| 林保怡 | 譚醫生 | (現場收音) | 醫生 伍行之醫生                                              |
| 周文健 | 伍行   | (現場收音) | 員工 性無能 譚醫生之客人 和Ady成就了一段姻緣                 |
| 苑瓊丹 | 護士   | (現場收音) | 診所護士 譚醫生之下屬                                        |

### 貪心的女人
| 演員   | 角色   | 粵語配音 | 人物簡介                                                                  |
| 吳家麗 | Liza   | 曾慶珏   | 性格貪心至極，腳踩三隻船 Ady、陳寶珠及Chanel之好友 和Roy、Ben及前夫有関係 |
| 張耀揚 | Roy    | 陳欣     | 警探 Liza之男友，被其玩弄                                                 |
| 梁榮忠 | Ben    | 原聲     | 富翁 Liza之男友                                                           |
| 陳百祥 | Liza夫 | 原聲     | Liza之夫                                                                  |
| 李兆基 | 警司   | 陳永信   | Roy的上司                                                                 |

### 不是女人的女人
| 演員   | 角色    | 粵語配音 | 人物簡介                                                        |
| 吳君如 | 陳寶珠  | 原聲     | Frankie 是個只喜歡女人的準TB 被阿邦深愛 Liza、Ady、Chanel之好友 |
| 陳國邦 | 阿邦    | 原聲     | 痴情作家 曾深愛Pauline，后深愛陳寶珠                            |
| 關詠荷 | Pauline | 鄭麗麗   | 酒吧賣唱女 騙走阿邦、陳寶珠錢財                                 |

### 靠搶的女人
| 演員   | 角色   | 粵語配音   | 人物簡介                                                                                          |
| 邱淑貞 | Chanel | (現場收音) | 以愛搶男人出名 Liza、Ady、陳寶珠之好友 一直不把男人放在眼裏，貪圖新鮮 被阿邦深愛 后和Dino展開戀情 |
| 王敏德 | Dino   | (現場收音) | 廣告模特的男友 被Chanel誤傷，后展開戀情                                                           |

## 外部連結
- 香港影庫上《戀愛的天空》的資料（繁體中文）
- 互联网电影数据库（IMDb）上《戀愛的天空》的资料（英文）
- 豆瓣电影上《戀愛的天空》的資料 （简体中文）